# Johann Behlen
Johann Behlen (* 11. September 1882 in Hoheliet bei Westerstede; † 18. Mai 1950 in Oldenburg (Oldb)) war ein deutscher Lehrer und als Landespolitiker der NSDAP von 1933 bis 1934 Präsident des Oldenburgischen Landtags.

## Karriere
Behlen war der Sohn des Kleinbauern Friedrich Behlen. Er besuchte von 1897 bis 1901 das Evangelische Lehrerseminar Oldenburg. Seit dem 10. April 1901 war er Nebenlehrer in Oberlethe. Nach dem Militärdienst (1902–1903) wurde er im Oktober 1903 als Nebenlehrer in Halsbek angestellt und legte 1905 die 2. Prüfung zum Hauptlehrer ab. Im Mai 1906 wurde er Hauptlehrer in Jeddeloh II und im Mai 1910 in Weserdeich. Seit Oktober 1911 war er zugleich Lehrer an der Fortbildungsschule in Berne. Bei Ausbruch des Ersten Weltkriegs 1914 wurde Behlen zunächst freigestellt, betätigte sich dafür allerdings für die Kriegshilfe und hielt u. a. auch historische Vorträge. Vom April 1916 bis zum Juni 1918 nahm er am Kriegsgeschehen teil, zuletzt als Kompanieführer im Oldenburgischen Infanterieregiment 91. Nach dem Krieg unterrichtete er wieder an der Schule in Weserdeich.
Aufgrund des Kriegserlebnisses und seiner rechtskonservativen Einstellung ging er in die Politik, trat der Deutschen Volkspartei (DVP) bei und wurde schon im Januar 1919 zum Vorsitzenden der Ortsgruppe Stedingen gewählt. Von 1920 bis 1923 sowie erneut vom 14. März 1924, als er für den ausgeschiedenen Friedrich Lohse nachrückte, bis 1925 gehörte er als Abgeordneter dem Oldenburgischen Landtag an. Danach trat Behlen, der sich durch bestimmtes Auftreten und ein ausgeprägtes Selbstbewusstsein auszeichnete, zunächst in die stärker national geprägte Deutschnationale Volkspartei (DNVP) ein, bevor er schließlich, nach deren ersten großen Wahlerfolgen, zum 1. Dezember 1930 zur NSDAP übertrat (Mitgliedsnummer 368.330). Am 1. Februar 1931 trat er auch dem Nationalsozialistischen Lehrerbund (NSLB) bei. Von 1932 bis 1933 war Behlen wieder Abgeordneter im inzwischen mehrheitlich nationalsozialistischen Landtag und fungierte nach der Landtagswahl ab dem 16. Juni 1932 unter dem neu gewählten NSDAP-Ministerpräsidenten Carl Röver als 2. Vizepräsident. Auf der ersten Sitzung nach Beginn der Gleichschaltung am 23. Mai 1933, als die Landtage auf Basis der Stimmenzahl der Reichstagswahl vom 5. März 1933 neu gebildet wurden, wurde Behlen dann zum Präsidenten des inzwischen bedeutungslos gewordenen Landtages gewählt. Diese Funktion nahm er bist zur Auflösung des Landtages mit dem Gesetz über den Neuaufbau des Reichs vom 30. Januar 1934 wahr.
Obwohl er als erfahrener Politiker und mit über 1000 gehaltenen Reden ein eifriger Gaupropagandaredner für die NSDAP in Oldenburg von politischen Nutzen war, gehörte Behlen nicht zum engeren Kreis um Carl Röver, seinem Stellvertreter Georg Joel, sowie den weiteren Vertretern der Landesregierung des Freistaats Oldenburg Julius Pauly und Heinz Spangemacher. Auch bekleidete er nach seiner Berufung zum Gauabteilungsleiter am 1. Dezember 1934 keine weiteren politisch bedeutsamen Ämter. Seit dem 1. November 1933 vertrat Behlen die Rektorstelle an der Mädchenschule in Oldenburg-Osternburg, am 1. Januar 1934 erfolgte seine Bestätigung als Rektor.
Mit dem Ende der nationalsozialistischen Herrschaft endete Behlens politische Karriere. 1945 erfolgte seine Entlassung aus dem Schuldienst und die Internierung im Lager Fallingbostel. Im Zuge der Entnazifizierung wurde er bis 1949 in mehreren Verfahren als „wesentlicher Förderer des Nationalsozialismus“ in die Kategorie III („Minderbelasteter“) eingestuft.

## Familie
Behlen heiratete am 17. April 1906 Margarethe geb. Evers (1887–1953). Aus der Ehe entstammten ein Sohn und eine Tochter.